# Église Saint-Léger de Chaux-lès-Châtillon
Pour les articles homonymes, voir Église Saint-Léger et Saint-Léger.
L’église Saint-Léger de Chaux-lès-Châtillon est une église située à Chaux-lès-Châtillon, un hameau situé sur le territoire de la commune des Terres-de-Chaux dans le département du Doubs, en France.

## Histoire
L'église est édifiée au XIIe siècle (probablement entre 1120 et 1139, sous le patronage de l’abbaye Saint-Paul de Besançon) sous la tutelle des seigneurs du comté de la Roche-Saint-Hippolyte, et est remaniée au XIVe siècle. Des chapelles latérales sont ajoutées aux XVIe et XVIIe siècles et la sacristie au XVIIIe siècle.
L'église Saint-Léger fait l’objet d’une inscription au titre des monuments historiques depuis le 24 septembre 1936.
Le toit de lauzes, rare pour la région, est rénové en 1984.
En 1996, lors de la réfection des voûtes intérieures, plusieurs fresques sont mises au jour et ont été restaurées.

## Rattachement
L'église fait partie de la paroisse de Sancey-Belleherbe qui est rattachée au diocèse de Besançon.

## Architecture
L'église Saint-Léger est un « puzzle architectural » comprenant des parties issues d'époques différentes : les murs du chœur datent de l'église originelle du XIIe siècle, les nefs et la chaire sont du XVIe siècle, l'autel du XVIIe siècle et le plafond de la nef du XVIIe siècle.
Le bâtiment présente trois nefs. L'église présente une abside avec deux arcades trilobées et des arcades sont soutenues par des colonnettes aux chapiteaux ornés. Pas moins de six chapelles seigneuriales  sont abritées sur les bas-côtés.
Le chœur abrite également un retable en bois de 1630 de Jean Courtois représentant le rosaire,.
À l'extérieur l'église possède un clocher roman avec baies en plein cintre et est recouverte de tavaillons.

## Les fresques

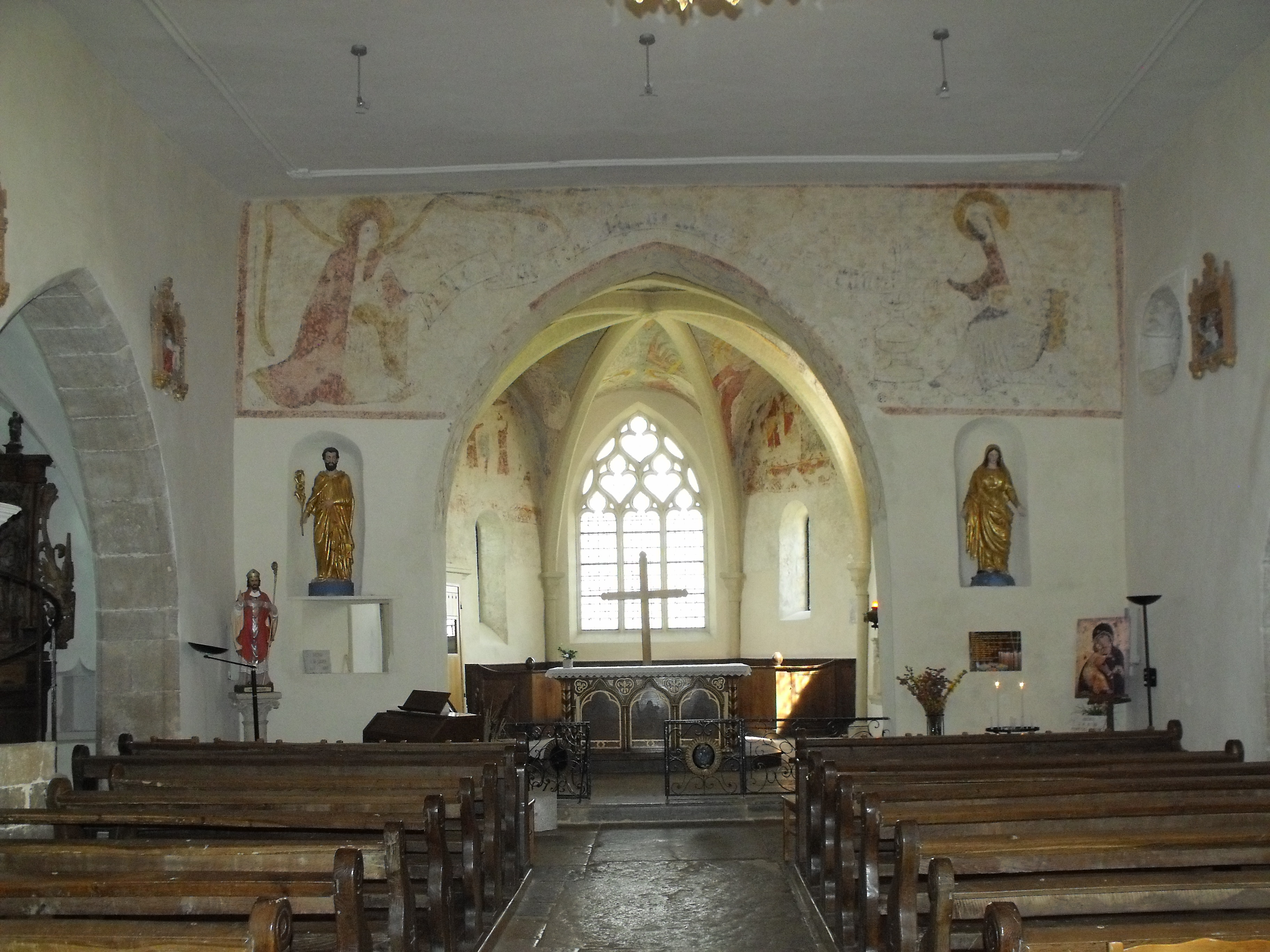
Fresque sur l'arc triomphal

Les fresques ont été mises au jour en 1996. Elles sont présentes sur l'arc triomphal en « arc brisé » du chœur ainsi que les voûtes et les murs.
Les fresques décrivent plusieurs événements bibliques: 
- l'Annonciation
- le Saint Suaire qui fut présent dans la ville voisine de Saint-Hippolyte au XVe siècle, présent sur l'arc triomphal est représenté tenu par des anges.

## Mobilier

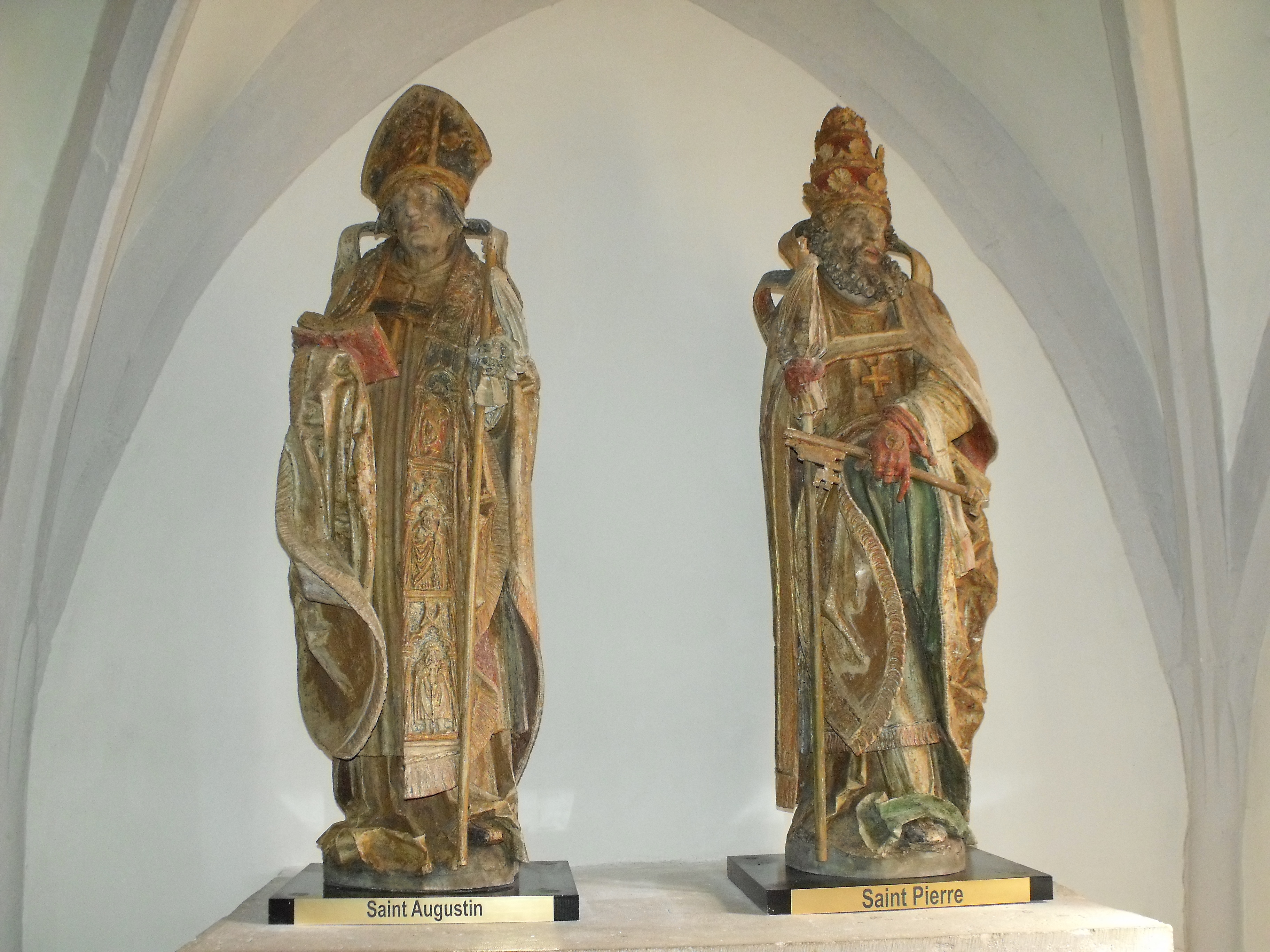
Statues de saint Augustin et saint Pierre

L'église renferme du mobilier classé aux monuments historiques :
- un buste reliquaire de saint Léger en argent et bronze doré du XVe siècle classé à titre objet en 1901[10]
- un tableau de la Vierge de 1620 exécuté par Jean Courtois (père de Jacques Courtois) classé à titre objet en 1908[11]
- une chaire à prêcher décorée, en pierre du XVe siècle classé à titre objet en 1908[12]
- deux statues de saint Pierre et saint Augustin du XVIe siècle en pierre polychrome classé à titre objet en 1928[13]
- le tableau des mystères du rosaire de 1620 exécuté par Jean Courtois  peintre de St-Hippolyte et père de Jacques et Guillaume Courtois, classé à titre objet en 1928[14]
- une cloche en bronze de 1779 classée à titre objet en 1942[15]
- le retable du rosaire de 1630 classé à titre objet en 1976[8]